# George Coats (Mediziner)
George Coats (* 1876 in Paisley; † Oktober 1915 in London) war ein schottischer Augenarzt. Er war der Erstbeschreiber des Morbus Coats.
Coats studierte in Glasgow von 1892 bis 1897 Medizin und promovierte dort 1901. Seine Studien zur Augenheilkunde setzte er in Wien, München, Freiburg und Zürich fort. 1903 erlangte er die Fellowship of the Royal College of Surgeons (FRCS) und durfte fortan in England praktizieren. Trotz zahlreicher Rufe an Lehrkrankenhäuser war er bis zum Zeitpunkt seines Todes Assistenzchirurg am Royal London Ophthalmic Hospital und Assistenzaugenchirurg am dortigen St. Mary’s Hospital.

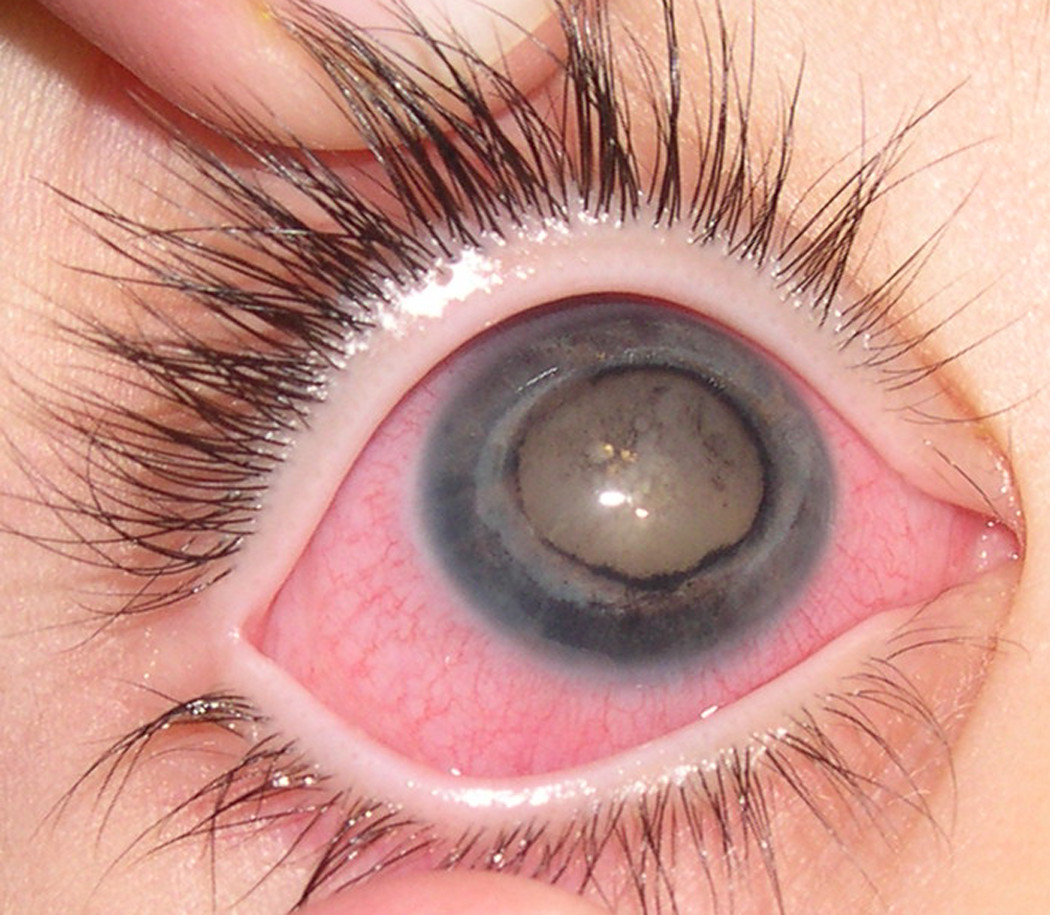
Klinisches Bild des Morbus Coats.

1908 beschrieb er als erster den Morbus Coats (im London Ophthalmic Hospital Report).